# چشم عقاب (فیلم ۲۰۰۸)
چشم عقاب (به انگلیسی: Eagle Eye) فیلمی به کارگردانی دی جی کاروسو محصول سال ۲۰۰۸ آمریکا است و از بازیگران اصلی آن می‌توان به شایا لابوف، میشل موناهن، رزاریو داوسون، مایکل چکلیس، بیلی باب تورنتون، آنتونی مکی، آنتونی عزیزی، کامرون بویس، مادلین سوئیتن و جولیان مور (صدای کامپیوتری) اشاره کرد.

## خلاصه داستان
جری شو (شایا لابوف) پس از مرگ برادر دوقولوی خود با اتفاق عجیبی روبه رو می‌شود او پس از مراجعه به بانک برای دریافت باقی‌مانده حساب برادرش عابر بانک به او پول زیادی می‌دهد او در هنگام بازگشت به منزلش با محموله‌ای از اسلحه روبه رو می‌شود وبا فاصله اندکی پلیس او را بازداشت می‌کند قبل از بازداشت او در یک تماس تلفنی هشداری برای فرار دریافت می‌کند و دوباره همان صدا وهمان تماس تلفنی به او کمک می‌کند تا فرار کند.
از طرفی زنی به نام راشل هولمان (میشل موناهن) با تهدیدی از طرف همان تماس گیرنده وهمان شخص مواجه می‌شود که می‌گوید جان پسر راشل در خطر است و باید با او همکاری کند. راشل به درخواست همان صدای تلفن به کمک جری شو(شایا لابوف) می‌رود این صدا مدام آن‌ها را هدایت می‌کند و از آن‌ها عملیات گوناگونی را می‌خواهد و در نهایت آن‌ها متوجه می‌شوند این صدا مربوط به یک سیستم کامپیوتری به نام چشم عقاب است که کنترل همه سیستم‌ها را در دست دارد و حالا از کنترل و برنامه اصلی خودش خارج شده (وخودش به صورت مستقل تصمیم می‌گیرد).
جری می‌فهمد اتان (برادر دوقولوی جری) از سازندگان چشم عقاب بوده‌است واتان متوجه نافرمانی سیستم شده و برای همین توسط چشم عقاب به قتل رسیده او پس از مدتی می‌فهمد هدف چشم عقاب نابودی رئیس‌جمهور و همه مقامات بلندپایه آمریکا است و او تمام تلاش خود را برای ناکامی چشم عقاب می‌کند.